# Фомин, Иван Захарович
Иван Захарович Фомин (22 июня 1918 — 30 января 1945) — ефрейтор Красной армии, участник советско-финской войны 1939—1940 годов и Великой Отечественной войны.

## Биография
Ивант Захарович Фомин родился 22 июня 1918 года на хуторе Сырцево (ныне Яковлевский район, Белгородская область) в семье русских крестьян. Окончил 7 классов школы (по другим данным окончил начальную школу), затем работал в колхозе в родном хуторе.
С 1938 года (по другим данным с декабря 1939 года) по март 1940 года служил в Красной армии, во время срочной службы воевал на советско-финской войне. После демобилизации вернулся в свой хутор.
В июне 1941 года Иван Фомин был вновь призван в ряды Красной армии, с сентября того же года участвовал в боях Великой Отечественной войны. По состоянию на конец 1943 года был разведчиком во взводе разведки 334-го стрелкового полка (47-я дивизия). В октябре 1943 года дивизия вошла в состав 6-й гвардейской армии, которая вела оборонительные бои близ Невеля (Псковская область), а в конце декабря того же года армия участвовала в разгроме Невельской группировки немецких войск.
Перед наступлением красноармеец Иван Фомин в составе разведывательной группы провёл ночной поиск, уничтожил ручной пулемёт противника вместе с его расчётом и взял в плен унтер-офицера противника, которого доставил в штаб. Во время боя за деревню Дворица Фомин был первым ворвавшимся во вражескую траншею, увлекая за собой солдат, во время рукопашного боя Иван Захарович уничтожил двоих немецких солдат. За эти действия он был представлен к награждению орденом Красной Звезды, но 18 января 1944 года красноармеец Фомин был награждён медалью «За отвагу».
16 марта 1944 года во время прорыва обороны противника близ деревни Дятлы (Невельский район, Псковская область) Иван Захарович в составе разведгруппы уничтожил вражескую пулемётную точку и двоих солдат врага. За эти действия вновь был представлен к ордену Красной Звезды, но приказом по 47-й стрелковой дивизии от 18 марта 1944 года Иван Фомин был награждён орденом Славы 3-й степени.
Летом 1944 года 47-я стрелковая дивизия принимала участие в Полоцкой наступательной операции, которая была частью Белорусской наступательной операции «Багратион». Дивизией был освобождён город Полоцк (ныне Витебская область, Республика Беларусь). В боях за железнодорожную станцию Оболь и в предместьях Полоцка в ходе разведывательных действий ефрейтор Иван Фомин многократно наносил урон вражеским войскам. 1 июля 1944 года близ деревень Глинище и Горовые Фомин вместе со своим отделением, проник в боевые порядки врага и отбил у него занимаемую им траншею. Во время этого боя Иван Захарович спас своего боевого товарища, уничтожил 8 немецких солдат и взял одного в плен. Всего же в этом бою было уничтожено около 60 солдат противника. Шестеро немецких военнослужащих, в том числе двое офицеров были взяты в плен. Приказом по войскам 6-й гвардейской армии от 15 сентября 1944 года ефрейтор Фомин был награждён орденом Славы 2-й степени.
Во время освобождения Прибалтики участвовал в Шяуляйской и Мемельской операциях. В ночь с 22 на 23 сентября 1944 года близ населённого пункта Гайлишик-Бэнс (в районе города Добеле, Латвия) Иван Фомин во главе разведывательной группы из 8 человек неожиданно ворвался в траншею противника и взрывом гранаты уничтожил 2 солдат врага, а одного взял в плен и доставил в штаб. За эти действия указом Президиума Верховного Совета СССР от 24 марта 1945 года Иван Фомин был награждён орденом Славы 1-й степени.
В составе войск 1-го Прибалтийского фронта участвовал в боях с курлянской группировкой немецких войск. Иван Фомин погиб 30 января 1945 года во время боя близ города Приекуле, в котором был похоронен на воинском кладбище.

## Память
На Аллее Славы в административном центре города Строитель был установлен бюст Ивана Захаровича Фомина.

## Награды
Иван Захарович Фомин был награждён следующими наградами:
- Орден Славы 1-й степени (24 марта 1945)[8];
- Орден Славы 2-й степени (15 сентября 1944 — № 3422)[7];
- Орден Славы 3-й степени (18 марта 1944 — № 23284)[6];
- Медаль «За отвагу» (1 января 1944)[5].